# Christopher Opie
Christopher Opie (Truro, Cornualles, 22 de julio de 1987) es un ciclista británico.

## Trayectoria
En mayo de 2018 anunció su retirada, sin embargo, en 2021 regresó al profesionalismo con el equipo Saint Piran.

## Palmarés
2010 (como amateur)
- 2 etapas de la Vuelta a Libia

2016
- 1 etapa del Tour de Corea
- Ronde van Midden-Nederland, más 1 etapa

## Equipos
- UK Youth (2012-2013)
- Rapha Condor JLT (2014)
- ONE Pro Cycling (2015-2016)
- Canyon (2017-2018[2])
  - BIKE Channel Canyon (2017)
  - Canyon Eisberg (2018)
- Saint Piran (2021)